# Viorel Ferfelea
Viorel Ferfelea (sinh ngày 26 tháng 4 năm 1985) là một cầu thủ bóng đá người România thi đấu cho Sportul Snagov ở vị trí tiền vệ. Anh thi đấu ở Liga I cho Sportul Studențesc, Universitatea Craiova và Târgu Mureș.

## Sự nghiệp
Ferfelea có màn ra mắt cho Sportul Studenţesc năm 2004, trong trận đấu tại Liga I trước Dinamo Bucureşti. Anh là một trong những cầu thủ ghi nhiều bàn thắng nhất cho đội bóng, ghi 9 bàn ở mùa giải Liga II 2006–07 và 6 bàn ở mùa giải 2007–08, chỉ thua sau Costin Curelea.
Anh được biết đến như là Gheorghe Hagi tiếp theo với phong cách tấn công và sự chuyên nghiệp trong trận đấu của anh.

## Thống kê
| Câu lạc bộ          | Mùa giải            | Giải vô địch | Giải vô địch | Cúp     | Cúp       | Châu Âu | Châu Âu   | Khác    | Khác      | Tổng cộng | Tổng cộng |
| Câu lạc bộ          | Mùa giải            | Số trận      | Bàn thắng    | Số trận | Bàn thắng | Số trận | Bàn thắng | Số trận | Bàn thắng | Số trận   | Bàn thắng |
| ------------------- | ------------------- | ------------ | ------------ | ------- | --------- | ------- | --------- | ------- | --------- | --------- | --------- |
| Sportul             | 2004–05             | 14           | 0            | 1       | 0         | 0       | 0         | 0       | 0         | 15        | 0         |
| Sportul             | 2005–06             | 30           | 2            | 1       | 1         | 0       | 0         | 0       | 0         | 31        | 3         |
| Sportul             | 2006–07             | 33           | 9            | 1       | 0         | 0       | 0         | 0       | 0         | 34        | 9         |
| Sportul             | 2007–08             | 32           | 6            | 1       | 0         | 0       | 0         | 0       | 0         | 33        | 6         |
| Sportul             | 2008–09             | 32           | 10           | 4       | 0         | 0       | 0         | 0       | 0         | 36        | 10        |
| Sportul             | 2009–10             | 31           | 23           | 3       | 3         | 0       | 0         | 0       | 0         | 34        | 26        |
| Sportul             | 2010–11             | 33           | 5            | 2       | 0         | 0       | 0         | 0       | 0         | 35        | 5         |
| Sportul             | 2011–12             | 33           | 5            | 1       | 0         | 0       | 0         | 0       | 0         | 34        | 5         |
| Sportul             | 2012–13             | 8            | 3            | 0       | 0         | 0       | 0         | 0       | 0         | 8         | 3         |
| Sportul             | Tổng cộng           | 246          | 63           | 14      | 4         | 0       | 0         | 0       | 0         | 260       | 67        |
| Tổng cộng sự nghiệp | Tổng cộng sự nghiệp | 246          | 63           | 14      | 4         | 0       | 0         | 0       | 0         | 260       | 67        |

Thống kê chính xác đến trận đấu diễn ra ngày 15 tháng 5 năm 2013
Viorel Ferfelea cũng là cựu thành viên của Đội tuyển bóng đá U-21 quốc gia România.